# Bruchophagus lyubai
Bruchophagus lyubai är en stekelart som beskrevs av T.C. Narendran 1994. Bruchophagus lyubai ingår i släktet Bruchophagus och familjen kragglanssteklar. Inga underarter finns listade.